# Michael Kress
Michael Kress (* 1964 in München) ist ein deutscher Neo-Konzept-Künstler. Er lebt in Hamburg.

## Werk
Kress greift in der Tradition der Konzept-Kunst auf deren bekannte Ordnungssysteme zurück, wie Schrift, Namensgebung, Bildzeichen oder sprachlogische Attribute. Seine Motive gewinnt er hingegen aus populären Kontexten, indem er aus einem isolierten Muster reproduzierbare Varianten entwickelt, z. B. mit einer Rollschrift der Namen von Filmstars (La Video) oder für Schönschriftlinien in Schulheften (Lineatur Nr.1 - Normerweiterung, 1991). In der Beziehung einzelner Elemente zueinander ergibt sich eine Struktur, die durch Wiederholung Normen entwickelt und Orientierung verspricht. Kress macht auf diese Strukturen immer wieder aufmerksam und findet durch neue Zusammenstellungen verblüffend einfache Bildlösungen, die Normen variieren, ohne sie gänzlich aufzugeben, was naiv wäre. Die Herausbildung von Identität und Ordnung, wie sie beispielsweise in der oftmals krampfauslösenden Einübung des Schreibens immer und immer wiederholt wird, 
stellt er buchstäblich auf den Kopf durch Rückwärtsschriften (Links-Rück-Schreibung, 1990) oder die Umformung von Schönschriftlineaturen zu Zeichenzeilen (Normerweiterung). Die pädagogische Nötigung zur Schönschrift mutiert bei Kress zur Variation des Zeilenmusters, zu einem schönen, aber bedeutungslos verbleibenden Ornament. Regeln, die zur Norm erstarren und abgelöst vom sinnvollen Zusammenhang oder Gebrauch der Dinge eine eigene befremdende Existenz entwickeln, werden in Frage gestellt.
Michael Kress ist Mitglied im Deutschen Künstlerbund.

## Ausstellungen (Auswahl)
- „DIS YOUR SELF“, Core Project Space, Lamar Dodd School of Art, Athens, GA/USA, Oktober 2018
- „ADORE / Fans are Artists - Artists are Fans“, Zounohana Terrace, Yokohama, Japan, September 2014
- Nishinomiya Funasaka Biennale 2012, Japan, 2012
- Konversationskunst, ZKM, Karlsruhe, November 2010
- Yo Aqaba - Mit Lawrence und Lennon und den Drei Musketieren durch die Wüste in Kino, Stiftung Landdrostei, Pinneberg, Oktober 2009
- Künstler fressen Weltbanken, Kunstverein Loitz, Vorpommern, Mai 2009
- Wir nennen es Hamburg, Kunstverein, Hamburg, Oktober 2008
- Quasi Pinneberg, privat, Drostei, Pinneberg, November 2007
- Freizeitanzug für Soloszenen, Trottoir und Golden Pudel Club, Hamburg, April 2007
- Stile der Stadt, Internationales Videoforum, Hamburg, 2006
- Galerie der Gegenwart, Hamburg, 2004
- Halle für Kunst Lüneburg e. V., Lüneburg, 2002
- VideoClub 99, Galerie der Gegenwart, Hamburg, 1999
- AVE-Videofestival/Arnheim, Niederlande, 1995,
- Scharfer Blick, Kunst- und Ausstellungshalle der Bundesrepublik Deutschland, Bonn, 1995,

## Auszeichnungen
- Willson Center Fellowship, Lamar Dodd School of Art, Athens, GA/USA, Oktober 2018
- Elbkulturfonds Hamburg 2016, für HyperCulturalPassengers
- Arbeitsstipendium des Landes Schleswig-Holstein, 2009
- Kulturpreis des Kreises Pinneberg, 2007
- Deutscher Video Preis 1993 des ZKM (nom.)
- Marler Videokunst-Preis, Skulpturenmuseum Glaskasten, Marl 1992 (nom.)